# Colin Trevorrow
Colin T. Trevorrow (San Francisco, 1976. szeptember 13. –) amerikai filmrendező, forgatókönyvíró és filmproducer. Játékfilmes rendezői debütálását a 2012-es Kockázatos túra című sci-fi vígjátékkal mutatta be, amely kritikai és kereskedelmi sikert aratott.

## Élete
Trevorrow 1976. szeptember 13-án született a kaliforniai San Franciscóban. A kaliforniai Oaklandben nőtt fel. Édesapja zenész volt egy country rockzenekarban, édesanyja pedig fényképész volt, aki egy bölcsődét is működtetett. Anyai ágon zsidó és panamai származású.
Gyermekként a San Franciscó-i Opera kórusában énekelt. Trevorrow tinédzserként elnyerte a Mill Valley-i Filmfesztivál és a San Franciscó-i Ifjúsági Filmfesztivál díjait. Trevorrow a kaliforniai Piedmontban, a Piedmont High Schoolban végzett, majd 1999-ben a New York University's Tisch School of the Arts-on szerezte meg diplomáját.

## Magánélete
Trevorrow feleségével, Isabelle-lel és két gyermekével él az Egyesült Királyságban.

## Filmográfia

### Film
| Év   | Magyar cím                       | Eredeti cím                      | Rendező | Író    | Producer | Megjegyzés                                   |
| ---- | -------------------------------- | -------------------------------- | ------- | ------ | -------- | -------------------------------------------- |
| 2002 |                                  | Home Base                        | Igen    | Igen   | Igen     | Rövidfilm                                    |
| 2003 |                                  | Making Revolution                | Nem     | Igen   | Nem      |                                              |
| 2004 |                                  | Reality Show                     | Igen    | Igen   | Igen     | Dokumentumfilm                               |
| 2012 | Kockázatos túra                  | Safety Not Guaranteed            | Igen    | Nem    | Igen     |                                              |
| 2015 | Jurassic World                   | Jurassic World                   | Igen    | Igen   | Nem      | cameo-szinkronhang: Mr. DNA                  |
| 2017 | Henry könyve                     | The Book of Henry                | Igen    | Nem    | Nem      |                                              |
| 2018 | Jurassic World: Bukott birodalom | Jurassic World: Fallen Kingdom   | Igen    | Vezető | Nem      |                                              |
| 2019 |                                  | Battle at Big Rock               | Igen    | Igen   | Nem      | Rövidfilm                                    |
| 2019 |                                  | Star Wars: The Rise of Skywalker | Nem     | Sztori | Nem      | J. J. Abrams váltotta a rendezői pozícióból. |
| 2022 | Jurassic World: Világuralom      | Jurassic World: Dominion         | Igen    | Igen   | Vezető   |                                              |

### Televízió
| Év              | Cím                                       | Rendező | Író  | Producer | Megjegyzés                                        |
| --------------- | ----------------------------------------- | ------- | ---- | -------- | ------------------------------------------------- |
| 2005            | Gary: Under Crisis                        | Igen    | Igen | Igen     | Televíziós film; társrendező Daniel Klein mellett |
| 2016            | Lego Jurassic World: The Indominus Escape | Nem     | Nem  | Vezető   | 5 epizód; gyártási tanácsadó is                   |
| 2020–napjainkig | Jurassic World: Krétakori tábor           | Nem     | Nem  | Vezető   | 26 epizód                                         |

## Fordítás
- Ez a szócikk részben vagy egészben  a   Colin Trevorrow című angol Wikipédia-szócikk fordításán alapul.  Az eredeti cikk szerkesztőit annak laptörténete sorolja fel. Ez a jelzés csupán a megfogalmazás eredetét és a szerzői jogokat jelzi, nem szolgál a cikkben szereplő információk forrásmegjelöléseként.